# Messengers' Rhyme -Rakushow, it's your Show!-
「Messengers' Rhyme -Rakushow, it's your Show!-」（メッセンジャーズ ライム ラクショウ、イッツ ユア ショウ!）は、久保田利伸の23枚目のシングル。1999年9月8日に、SME Recordsから発売された。

## 概要
2枚同時発売の前作「SOUL BANGIN'」「the Sound of Carnival」から僅か1ヶ月ぶりでのシングルは、東宝系映画『メッセンジャー』オープニングテーマソング。featuringの「NAOMI SHIMIZU」とは、同映画出演の飯島直子。
カップリング曲「No Lights...Candle Light」は、同映画のエンディングテーマソング。
ソニーミュージックのホームページでは、収録曲2曲とも表題曲扱いされているが、久保田のホームページでは、本曲のみが表題曲である。
久保田にとって1999年の1年間のみでシングルを3枚発売した稀有な年となった。

## 収録曲
全曲　作詞・作曲：久保田利伸
1. Messengers' Rhyme-Rakushow, it's your Show!- （featuring NAOMI SHIMIZU）
2. No Lights...Candle Light
3. Messengers' Rhyme-Rakushow, it's your Show!-  （Original Karaoke）
4. No Lights...Candle Light　（Original Karaoke）